# Região Metropolitana de Tubarão
A região metropolitana de Tubarão é uma região metropolitana brasileira. Criada pela lei complementar estadual 221 de 2002, foi extinta pela lei complementar estadual n° 381 de 2007 e reinstituída pela lei complementar estadual n° 495 de 2010. Localiza-se no estado de Santa Catarina, com uma população de 128.545 habitantes (IBGE 2006) e compreende os municípios de Tubarão, Capivari de Baixo e Gravatal. Considerando-se a área de expansão da Região Metropolitana de Tubarão, a população se ampliaria para 347.655 (IBGE 2005) habitantes em uma área de 4.543 km².
A Lei Complementar 381 de 7 de maio de 2007, dispõe sobre o modelo de gestão e a estrutura organizacional da Administração Pública Estadual, alterou a estrutura organizacional da Administração do Estado  de Santa Catarina e define a criação das Secretarias de Estado do Desenvolvimento Regional. Desta forma, Tubarão passou a ser sede de uma Secretaria de Estado do Desenvolvimento Regional, com abrangência dos Municípios de Capivari de Baixo, Gravatal, Jaguaruna, Pedras Grandes, Sangão, Treze de Maio e Tubarão.
Tubarão, como descrito acima, já sediou a Região Metropolitana de Tubarão, criada pela lei complementar estadual 221 de 2002 e extinta pela lei complementar estadual 381 de 2007, formando, juntamente com Gravatal e Capivari de Baixo, o núcleo metropolitano. 
Também existia a área de expansão metropolitana, a qual englobava mais 15 municípios (345.665 habitantes). 
Hoje, Tubarão é a sede da região da Grande Tubarão.
O governador Leonel Pavan (PSDB) sancionou o projeto de lei complementar 52/09, aprovado pela Assembleia Legislativa no dia 8 de dezembro de 2010. A divisão foi feita de forma a atender os requisitos legais para a criação das regiões metropolitanas. Com isso, os municípios, especialmente os menores em número de habitantes, poderão ser alvos do desenvolvimento de projetos maiores, pois os recursos, quando solicitados para uma região, têm prioridade de investimento, especialmente junto ao Ministérios das Cidades.
Na Região Metropolitana de Tubarão, a novidade é a inclusão dos municípios de Paulo Lopes e Garopaba. O primeiro, antes, integrava a Grande Florianópolis. Formam a Grande Tubarão um total de 19 municípios, são eles: Tubarão, Capivari de Baixo, Gravatal, Jaguaruna, Pedras Grandes, Sangão, Treze de Maio, Braço do Norte, Armazém, Grão-Pará, Rio Fortuna, Santa Rosa de Lima, São Ludgero, São Martinho, Laguna, Garopaba, Imaruí, Imbituba e Paulo Lopes.

## Municípios
| Município         | Anexado em | Legislação                |
| ----------------- | ---------- | ------------------------- |
| Capivari de Baixo | 2002       | Lei complementar estadual |
| Gravatal          | 2002       | Lei complementar estadual |
| Tubarão           | 2002       | Lei complementar estadual |

## Área de expansão metropolitana
A área de expansão metropolitana da região metropolitana de Tubarão é integrada pelos municípios de:
- Armazém
- Braço do Norte
- Grão-Pará
- Imaruí
- Imbituba
- Jaguaruna
- Laguna
- Orleans
- Pescaria Brava
- Pedras Grandes
- Rio Fortuna
- Sangão
- Santa Rosa de Lima
- São Ludgero
- São Martinho
- Treze de Maio